# Stephen John (cầu thủ bóng đá)
Stephen Paul John (sinh ngày 22 tháng 12 năm 1966) là một cựu cầu thủ bóng đá người Anh thi đấu ở Football League ở vị trí hậu vệ.